# Milou en mai
Milou en mai (Brasil: Loucuras de primavera/ Portugal: Os Malucos de Maio) é um filme francês dirigido por Louis Malle do gênero comédia lançado no ano de 1990.

## Enredo
A mãe de Milou morre no momento em que os distúrbios e greves estão varrendo o país, no contexto de Maio de 1968. Os eventos interferem nos planos de um funeral e perturbam a família e um motorista de caminhão abandonado. O filme combina elementos de comentários sociais e interpessoais com farsa.

## Elenco
Compõem o filme:
| Ator              | Personagem        |
| ----------------- | ----------------- |
| Miou-Miou         | Camille           |
| Michel Piccoli    | Milou             |
| Michel Duchaussoy | Georges           |
| Bruno Carette     | Grimaldi          |
| François Berléand | Daniel            |
| Dominique Blanc   | Claire            |
| Valérie Lemercier | Madame Boutelleau |
| Paulette Dubost   | Senhora Vieuzac   |
| Harriet Walter    | Lily              |
| Martine Gautier   | Adéle             |
| Rozenne Le Tallec | Marie-Laure       |
| Jeanne Herry      | Françoise         |
| Renaud Danner     | Pierre-Alain      |

## Recepção da crítica
Roger Ebert, do Chicago Sun-Times, fez crítica favorável ao filme e anotou que "eu gosto do filme por causa do tempo que passei com os personagens enquanto eles lidavam com os assuntos da família por um período de dias. Era intrinsecamente interessante, não por causa do que se tratava, mas simplesmente por causa do que era."
Owen Gleiberman, do Entertainment Weekly, elogiou o longa francês e analisou que "a visão retrospectiva do filme das margens dos anos 60 sobre a presunção, ainda faz parte de seu charme burguês e de lazer; Malle sabe que abandonar os valores da classe média é muito mais fácil dizer do que fazer."

## Prêmios e indicações
| Ano  | Premiação          | Categoria                   | Recipiente(s)     | Resultado | Ref.  |
| ---- | ------------------ | --------------------------- | ----------------- | --------- | ----- |
| 1990 | David di Donatello | Melhor produção estrangeira | Milou en Mai      | Indicado  | [ 8 ] |
| 1991 | César              | Melhor atriz coadjuvante    | Dominique Blanc   | Venceu    | [ 9 ] |
| 1991 | César              | Melhor atriz                | Miou-Miou         | Indicado  | [ 9 ] |
| 1991 | César              | Melhor ator                 | Michel Piccoli    | Indicado  | [ 9 ] |
| 1991 | César              | Melhor ator coadjuvante     | Michel Duchaussoy | Indicado  | [ 9 ] |

## Mídia caseira
O filme foi lançado em DVD, pela produtora Magnun Opus.